# 本田陽
本田 陽（ほんだ よう、1959年4月29日 - 2018年10月2日）は、日本の陸上競技解説者・陸上競技選手・体育学者。中京大学 スポーツ科学部競技スポーツ科学科准教授。

## 経歴
和歌山県出身。
西和中3年時に、第1回全日本中学校陸上競技選手権大会において三種競技B優勝。なお三種競技はこの年度より発足。
静岡・浜松北高を経て慶大に進学。1980年に西ドイツ（当時）・マインツ大に留学してコーチングを学ぶ。
1997年に中京大に赴任。1998年から陸上部コーチを務め、2006年監督に就任する。
中田有紀、桐山智衣、中村明彦らのコーチとして指導。
| スタブアイコン | サブスタブ | この項目は、まだ閲覧者の調べものの参照としては役立たない、スポーツ関係者に関連した書きかけの項目です。この項目を加筆・訂正などしてくださる協力者を求めています（P:スポーツ/PJ:スポーツ人物伝）。 |